# Arnaud Montebourg
Arnaud Montebourg  (Clamecy, 30 de octubre de 1962) es un abogado, empresario y político francés.

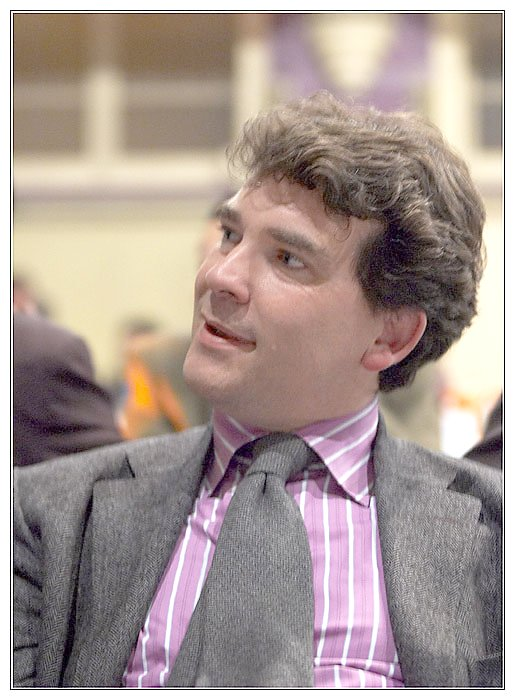
Arnaud Montebourg

Abogado de profesión, se afilió al Partido Socialista en 1985. Fue diputado a la Asamblea Nacional, elegido en la sexta circunscripción de Saône-et-Loire, de 1997 à 2012. También fue Presidente del Consejo General de Saône-et-Loire de 2008 à 2012. Desde el Congreso de Reims de 2008, es el secretario nacional del Partido Socialista encargado de la renovación.
Quedó tercero en la primera vuelta de las primarias ciudadanas de 2011 y al año siguiente fue nombrado ministro de Reajuste Productivo en el Gobierno Ayrault. Fue nombrado ministro de Economía, Reestructuración Productiva y Economía Digital del Gobierno Valls I en abril de 2014; crítico con la acción del Gobierno, dejó su cargo en agosto, cuando se formó el Gobierno Valls II. Fue candidato en las primarias ciudadanas de 2017, en las que quedó tercero en la primera vuelta.
Desde 2017, retirado de la política, creó varias empresas en el ámbito agroalimentario. En 2021, anunció su candidatura a las elecciones presidenciales de 2022, antes de retirarse tres meses antes de los comicios. En 2022 creó un nuevo partido político llamado “l’engagement”

## Formación
Después de la licenciatura, Arnaud Montebourg continuó sus estudios en la Universidad de París I Panthéon-Sorbonne, donde obtuvo su título de abogado, se incorporó al Instituto de Estudios Políticos de París, donde se busca la ayuda de la Escuela Nacional de Administración, lo que falla.

## Carrera política
En los elecciones legislativas de 1997, Montebourg fue elegido diputado de Saône-et-Loire con 54 % de los votos. Reelegido en 2002 y 2007. 
En 2008, Montebourg fue elegido consejero general en Montret cantón en Saône-et-Loire, dos semanas más tarde se convirtió en el presidente del consejo general de Saône et Loire.

### Candidato Presidencial
El 20 de noviembre de 2010, en Frangy-en-Bresse, Montebourg anunció su candidatura para las primarias socialistas para las próximas elecciones presidenciales.
Durante su campaña, Montebourg fue el portavoz y aliento de los indignados, definiéndose como neoproteccionista y reformador ecologista, lleva años promoviendo una VI República más democrática y limpia, es azote de los bancos y del librecambio, contra la globalización, defendió el control estatal del sistema financiero. Montebourg fue también el principal promotor de las primarias abiertas del Partido Socialista.
El 9 de octubre de 2011, Montebourg obtuvo un 17 % de las papeletas en primera ronda, detrás de Martine Aubry y Francois Hollande que clasificaron. Su resultado fue sorprendente convirtiéndolo en el tercer hombre y el árbitro de la elección. No dio instrucciones de voto a sus electores, pero votó a título personal en la segunda ronda de las primarias por Hollande'.
En desacuerdo con la política económica de François Hollande, dimite del gobierno en agosto de 2014. Declara que "en votando por el Partido Socialista, los franceses no sabían que votaban por el programa de la derecha alemana".
El 22 de enero de 2017 volvió a participar en unas primarias del Partido Socialista Francés. Logró el 18,7 % de los votos por detrás de Benoît Hamon, del ala izquierda del partido que obtuvo el 35,21 % de los votos y de Manuel Valles que obtuvo el 31,56 %. Al conocer su derrota anunció su apoyo a Hamon en la segunda vuelta.

## Vida privada
Arnaud Montebourg es el hijo de Michel Montebourg, los funcionarios fiscales, y Leila Ould Cadi, profesor universitario, ensayista español y edición por su padre, Khermiche Cadi Ould, una familia de walis de Argelia francesa y de una madre de Norman.
Se casó 31 de mayo de 1997, Hortense de Labriffe con quien tiene dos hijos, Paul y Adèle.
A principios de 2010, reveló la prensa sensacionalista de su relación con Audrey Pulvar, periodista y presentadora del canal de información continua I-Télé. Se separaron en noviembre de 2012.